# Dahe, Chongqing
Dahe (kinesiska: 大河) är en socken i sydvästra Kina. Den ligger i häradet Wuxi i storstadsområdet Chongqing, omkring 360 kilometer nordost om det centrala stadsdistriktet Yuzhong. Antalet invånare är 8341. Befolkningen består av 3 917 kvinnor och 4 424 män. Barn under 15 år utgör 19,0 %, vuxna 15-64 år 68 %, och äldre över 65 år 11,0 %.